# 톰 봄바딜
톰 봄바딜(영어: Tom Bombadil)은 J. R. R. 톨킨의 판타지 소설 반지의 제왕의 등장인물이다. 반지의 제왕 영화 속에서는 분량 문제로 등장하지 않았다. 소설에서 묵은 숲에서 숲을 관리하며 금딸기와 생활하고 있었다. 이름은 톨킨의 아이들이 갖고 있던 네덜란드 인형의 이름을 따서 명명되었다.